# Koposov 2
Koposov 2 – gromada kulista znajdująca się w kierunku konstelacji Bliźniąt w odległości 113,1 tys. lat świetlnych od Ziemi. Została odkryta w 2007 roku przez zespół astronomów pracujący pod kierownictwem Siergieja Koposowa. Średnica tej gromady wynosi około 10 lat świetlnych, a jej jasność absolutna -0,35m. Jest położona w odległości 136,6 tys. lat świetlnych od centrum Galaktyki.
Gromady Koposov 2 i Koposov 1 wraz z Palomar 1, Arp-Madore 4 i Whiting 1 należą do gromad o najniższej jasności spośród tych związanych z Drogą Mleczną.